# Chordeleg
Chordeleg – miasto w Ekwadorze, w prowincji Azuay, siedziba kontonu Chordeleg.